# Juziyah
Juziyah (tiếng Ả Rập: الجوزية) hay còn gọi Jurniyah (tiếng Ả Rập: الجرنية) là một ngôi làng Syria nằm trên sông Orontes thuộc Subdistrict của quận Hama ở tỉnh Hama. Theo Cục Thống kê Trung ương Syria (CBS), Juziyah có dân số 2.434 trong cuộc điều tra dân số năm 2004.